# 帕尼诺农村居民点
帕尼诺农村居民点（俄语：Панинское сельское поселение）是俄罗斯联邦伊万诺沃州富尔马诺夫区所属的一个农村居民点。其下辖有16个居民点，行政中心为帕尼诺。据2016年统计，该农村居民点的人口为968人。